# Böhmischer Barock

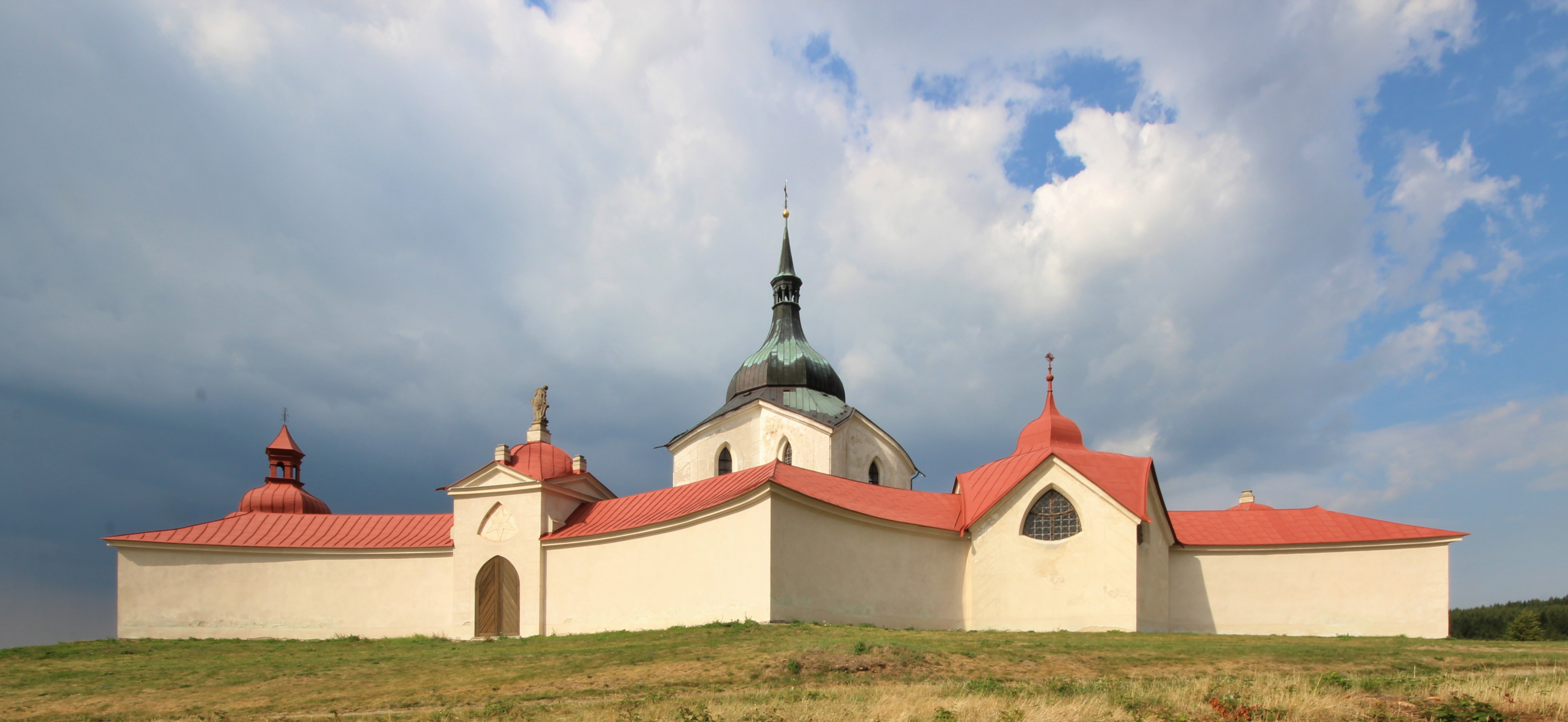
Wallfahrtskirche Zelená Hora

Der Böhmische Barock war die spezifische regionale Ausprägung der Kunst und Kultur des Barockstils in den Ländern der böhmischen Krone im ausgehenden 17. und beginnenden 18. Jahrhundert. Die mit der Rekatholisierung Böhmens einhergehende kulturelle Entwicklung prägt das Land bis heute durch eine große Anzahl von Kirchenbauten und Adelspalästen. Berühmte Baumeister des böhmischen Barock waren u. a. Christoph Dientzenhofer und sein berühmterer Sohn Kilian Ignaz Dientzenhofer, Johann Blasius Santini-Aichl, Johann Michael Ludwig Rohrer, Franz Maximilian Kaňka, Peter Johann Brandl und Matthias Bernhard Braun.

## Historischer Hintergrund
Nach der Schlacht am Weißen Berg, in der das böhmische Heer am 8. November 1620 von den Kaiserlichen vernichtend geschlagen wurde, kam Böhmen wieder unter habsburgische Herrschaft und wurde für die folgenden fast 300 Jahre Österreich angegliedert.
Als Könige von Böhmen nutzten die Habsburger in der Folgezeit ihre neu gewonnene Macht, um die Gegenreformation und die damit verbundene Rekatholisierung Böhmens durchzusetzen. Mit Hilfe des Jesuitenordens und eines absolutistischen Regierungsstils gelang den habsburgischen Kaisern in Böhmen eine so umfassende und erfolgreiche Durchsetzung der Gegenreformation wie in kaum einer anderen Region Europas.